# GMC Envoy
O Envoy é um veículo utilitário esportivo de porte médio da GMC.